# Eugène Audinet
Pour les articles homonymes, voir Audinet.
Eugène Audinet (Eugène, Louis, André, Ferdinand) né le 10 août 1859 à Poitiers et mort le 20 décembre 1935 à Aix-en-Provence est un professeur français de droit, dont les principaux travaux se rapportent au droit international.

## Biographie
Le père d'Eugène Audinet, Eugène, André, Jacques est  inspecteur d'académie à Poitiers. Après des études secondaires au collège des jésuites de Poitiers à l'issue desquelles il est bachelier, Eugène Audinet poursuit ses études à la faculté des lettres et à la faculté de droit de Poitiers. Il est licencié en lettres en 1878 et licencié en droit en 1880. Le 17 décembre 1883 il soutient une thèse en droit Des actions qui naissent des délits, en Droit romain. De l'Autorité au civil de la chose jugée au criminel. Il est agrégé des facultés de droit en 1885. Il n'occupe qu'une année son premier poste de professeur à la Faculté de droit d'Alger au cours de laquelle il assure un cours de procédure civile. En 1887 il est nommé à la Faculté de droit d'Aix-en-Provence où il assure, jusqu'en 1898 des enseignements de droit international privé et public. Il est également professeur à l'Académie de droit international de La Haye. À la rentrée universitaire 1898 il retrouve sa ville natale à la Faculté de droit de Poitiers mais poursuit également sa carrière universitaire à Aix-en-Provence. De 1914 à son départ à la retraite en 1929 il n'enseigne qu'à Poitiers.
Eugène Audinet a assuré la vice-présidence de 'Institut de droit international et la présidence de la Société des Antiquaires de l'Ouest à Poitiers.
Il est l'un des fondateurs du Comité Français de Droit International, crée en décembre 1933 par un groupe de juristes.

Eugène Audinet s'est marié le 22 novembre 1886 avec Cécile Papillon, qui meurt en 1916, ils ont quatre enfants. Le troisième (André Armand Marie Eugène) sera également professeur de droit.
Eugène Audinet a publié des ouvrages de droit et a écrit dans de nombreuses revues sur divers thèmes du droit international, public et privé : Recueil Sirey : 37 notes de jurisprudence ; Répertoire alphabétique général du droit français : étranger, jugement étranger, forme des actes, lettre de change en droit international, naturalisation… ; Répertoire de droit international : acte passé à l’étranger, annexion et démembrement de territoire, nationalité dans les colonies françaises…) ; Journal de droit international : le séquestre des biens de sujets ennemis, l’effet du mariage sur la nationalité de la femme, conflit entre la loi française et la loi locale d’Alsace Lorraine..; Revue de droit international et de législation comparée ;Revue algérienne : le droit international privé dans la législation franco-marocaine ; Journal du palais ; Revue critique de législation et de jurisprudence ; Annales de la Faculté de droit et des sciences économiques d'Aix-en-Provence...

## Distinction
- Chevalier de la Légion d'honneur (15 janvier 1928)[8]

## Publications
- Des actions qui naissent des délits, en Droit romain. De l'Autorité au civil de la chose jugée au criminel, en Droit français thèse pour le doctorat, Poitiers 1883, impr. de Oudin,
- Principes élémentaires du droit international privé, à l'usage des étudiants en droit , Paris, 1894, Pedone-Lauriel, 636 p.lire en ligne sur Gallica Ouvrage traduit en espagnol sous le titre  Principios de derecho internacional privado
- La Nationalité française en Algérie et en Tunisie d'après la législation récente (loi du 26 juin et décret du 13 août 1889, décret du 29 juillet 1887), Alger, 1890   A. Jourdan, 28 p. lire en ligne sur Gallica
- Les conflits de lois en matière de mariage et de divorce, Paris, 1927, Hachette in Recueil des cours. Tome 11, 1926 Académie de droit international de La Haye, 554 p.
- Camille Arnault de la Ménardière, professeur honoraire à la faculté de droit de Poitiers (1834-1927) : sa vie, ses travaux, Poitiers 1928, Société française d'imprimerie, 22 p. lire en ligne sur Gallica
- Les lois et coutumes de la guerre à l'époque de la Guerre de cent ans d'après les Chroniques de Jehan Froissart, Discours lu à la Société des antiquaires de l'Ouest, le 14 janvier 1917, Poitiers, 1917, G. Roy